# Greatest Hits... So Far!!!
Albums de Pink
Funhouse
(2008) The Truth About Love
(2012)
Singles
1. Raise Your Glass
2. Fuckin' Perfect

Greatest Hits… So Far!!! est le premier best-of de la chanteuse de pop-rock américaine, Pink. Il est composé de la plupart des singles de la chanteuse ainsi que de titres inédits spécialement composés pour la compilation. Une édition spéciale comprenant un DVD regroupant l'intégralité des clips de Pink a aussi été commercialisée.
La chanson inédite Raise Your Glass est sortie comme premier single pour assurer la promotion de l'album.

## Genèse
C'est en septembre 2010 que Pink a déclaré qu'elle sortirait une compilation dans le 4e trimestre de l'année courante. Puis le réalisateur Cole Walliser, ayant contribué auparavant à la réalisation de plusieurs vidéos pour le Funhouse Carnival Tour de Pink, annonça qu'il venait de tourner une nouvelle vidéo avec la chanteuse.

Le 15 septembre, Pink a été repérée lors d'une séance photo en rapport avec ce best-of. Le 5 octobre la pochette pour du Greatest Hits… So Far!!! est dévoilée.

## Parution et composition
Cet album est composé de titres majeurs de Pink sortis en singles parmi ses cinq premiers albums : 16 sur la version américaine, européenne, asiatique et brésilienne, 17 sur la version australienne et allemande. À ces pistes sont ajoutés 2 à 4 titres inédits : Raise Your Glass et Fuckin' Perfect sont présents sur chaque édition, auxquels s'ajoutent Heartbreak Down seulement absente sur la version américaine et Whataya Want from Me, chanson écrite et composée par la chanteuse pour son album Funhouse, mais finalement absente de ce dernier, ce titre a finalement été interprété par Adam Lambert ; Whataya Want from Me est présent uniquement sur les versions allemande et australienne.

Une édition spéciale de l'album contenant un DVD a aussi été commercialisée, ce dernier regroupe la totalité des clips de Pink, 2 prestations en live, 3 vidéos du Funhouse Freak Show, le making-of du clip de Funhouse, et la séance photo de l'artwork de l'album.
En France ce best-of est sorti sous 3 formats : une version CD, une édition CD avec le DVD, et une version contenant uniquement le DVD.

### Pistes de l'album(Version française)
| No  | Titre                                   | Auteur | Durée      |
| --- | --------------------------------------- | ------ | ---------- |
| 1.  | Get the Party Started                   |        | 3 min 12 s |
| 2.  | There You Go                            |        | 3 min 26 s |
| 3.  | You Make Me Sick                        |        | 4 min 08 s |
| 4.  | Don't Let Me Get Me                     |        | 3 min 31 s |
| 5.  | Just Like a Pill                        |        | 3 min 57 s |
| 6.  | Family Portrait                         |        | 4 min 56 s |
| 7.  | Trouble                                 |        | 3 min 13 s |
| 8.  | Stupid Girls                            |        | 3 min 17 s |
| 9.  | Who Knew                                |        | 3 min 28 s |
| 10. | U + Ur Hand                             |        | 3 min 34 s |
| 11. | Dear Mr. President (Feat. Indigo Girls) |        | 4 min 33 s |
| 12. | So What                                 |        | 3 min 35 s |
| 13. | Sober                                   |        | 4 min 11 s |
| 14. | Please Don't Leave Me                   |        | 3 min 52 s |
| 15. | Bad Influence                           |        | 3 min 56 s |
| 16. | Funhouse                                |        | 3 min 25 s |

| 17. | Raise Your Glass | Alecia Moore, Max Martin & Shellback | 3 min 23 s |
| 18. | Fuckin' Perfect  | Alecia Moore, Max Martin & Shellback | 3 min 32 s |
| 19. | Heartbreak Down  | Alecia Moore, Butch Walker           | 3 min 18 s |

#### DVD
| No  | Titre                                                  | Durée |
| --- | ------------------------------------------------------ | ----- |
| 1.  | There You Go                                           |       |
| 2.  | Most Girls                                             |       |
| 3.  | You Make Me Sick                                       |       |
| 4.  | Get The Party Started                                  |       |
| 5.  | Don't Let Me Get Me                                    |       |
| 6.  | Just Like a Pill                                       |       |
| 7.  | Family Portrait                                        |       |
| 8.  | Trouble                                                |       |
| 9.  | God is a DJ                                            |       |
| 10. | Last to Know                                           |       |
| 11. | Stupid Girls                                           |       |
| 12. | Who Knew                                               |       |
| 13. | U + Ur Hand                                            |       |
| 14. | Nobody Knows                                           |       |
| 15. | Dear Mr. President (Live à la Wembley Arena)           |       |
| 16. | So What                                                |       |
| 17. | Please Don't Leave Me                                  |       |
| 18. | Sober                                                  |       |
| 19. | Funhouse                                               |       |
| 20. | I Don't Believe You                                    |       |
| 21. | Bad Influence (Live en Australie)                      |       |
| 22. | Leave Me Alone (Edition du Funhouse Freak Show)        |       |
| 23. | Please Don't Leave Me (Edition du Funhouse Freak Show) |       |
| 24. | Funhouse (Edition du Funhouse Freak Show)              |       |

| 25. | Making of du clip de Funhouse                           |  |
| 26. | Séance photo de la pochette de Greatest Hits… So Far!!! |  |